# 18. oktober
18. oktober je 291. dan leta (292. v prestopnih letih) v gregorijanskem koledarju. Ostaja še 74 dni.

## Dogodki
- 1009 – fatimidski kalif Al-Hakim je osvojil Jeruzalem in ukazal porušitev Cerkve Svetega Groba
- 1748 – v Aachnu podpisan aachenski mir, s katerim se konča avstrijska nasledstvena vojna
- 1867 – ZDA od Rusije odkupijo Aljasko
- 1868 – Šempaski tabor v Ozeljanu
- 1907 – začetek druge haaške konvencije
- 1915 – začetek tretje soške bitke (konec 4. novembra 1915)
- 1918 – Čehi zavzamejo Prago in se odpovejo Habsburški nadvladi
- 1922 – ustanovljen British Broadcasting Corporation (BBC)
- 1940 – Vichyjska Francija objavi Statut Židov
- 1943 – konferenca v Moskvi -> sklep o ustanovitvi Evropske posvetovalne komisije
- 1944 – Rdeča armada prodre v Vzhodno Prusijo in Češkoslovaško
- 1945 – Sovjetska zveza od Klausa Fuchsa dobi načrte ameriške plutonijeve bombe
- 1954 – podjetje Texas Instruments predstavi prvi Tranzistor radijo za prodajo
- 1989 – vzhodnonemški voditelj Erich Honecker odstopi
- 1991 – Azerbajdžan razglasi neodvisnost od Sovjetske zveze
- 2011 – Palestinci izraelskega vojaka Gilada Šalita (po petih letih ujetništva) zamenjajo za 1027 palestinskih zapornikov

## Rojstva
- 1130 – Zhu Xi, kitajski konfucijanski filozof († 1200)
- 1127 – cesar Go-Širakava, 77. japonski cesar († 1192)
- 1239 – Štefan V., madžarski kralj († 1272)
- 1405 – Pij II., papež italijanskega rodu († 1464)
- 1517 – Manuel da Nóbrega, portugalski jezuit, misijonar († 1570)
- 1523 – Ana Jagelo, kraljica Poljske in velika kneginja Litve († 1596)
- 1547 – Justus Lipsius, belgijski (flamski) humanist, filolog in filozof († 1606)
- 1638 – Lars Johansson - Lucidor, švedski pesnik († 1674)
- 1663 – Evgen Savojski, avstrijski general, diplomat, državnik († 1736)
- 1741 – Pierre Choderlos de Laclos, francoski general, pisatelj († 1803)
- 1777 – Heinrich von Kleist, nemški pisatelj, dramatik († 1811)
- 1787 – Robert Livingston Stevens, ameriški inženir († 1856)
- 1799 – Christian Friedrich Schönbein, nemški kemik († 1868)
- 1831 – Friderik III., nemški cesar († 1888)
- 1859 – Henri Bergson, francoski filozof, nobelovec 1927 († 1941)
- 1869 – Vihtori Peltonen - Johannes Linnankoski, finski pisatelj († 1913)
- 1870 – Daisecu Teitaro Suzuki, japonski budistični filozof († 1966)
- 1892 – Ernest Svetec, slovenski porabski komunistični propagandist, revolucionar in izobraženec († 1925)
- 1894 – Jurij Nikolajevič Tinjanov, ruski pisatelj, književni teoretik, prevajalec († 1943)
- 1902 – Ernst Pascual Jordan, nemški fizik, matematik († 1980)
- 1909 – Norberto Bobbio, italijanski pravnik, filozof in politolog († 2004)
- 1919 – Joseph Philippe Pierre Yves Elliott Trudeau, kanadski predsednik vlade († 2000)
- 1925 – Melina Mercouri, grška pevka, filmska igralka, političarka († 1994)
- 1926 –
  - Chuck Berry, ameriški kitarist, pevec, skladatelj († 2017)
  - Klaus Kinski, nemški filmski igralec († 1991)
- 1927 – Zvonko Čemažar, slovenski besedilopisec in pesnik († 2010)
- 1939 – Lee Harvey Oswald, ameriški atentator († 1963)
- 1943 – Andrej Bajuk, slovenski ekonomist, politik, predsednik vlade († 2011)
- 1944 – Peter Tosh, jamajški glasbenik († 1987)
- 1956 – Martina Navrátilová, češko-ameriška tenisačica
- 1960 – Jean-Claude van Damme, belgijsko-ameriški filmski igralec
- 1965 – Vita Mavrič, slovenska igralka in šansonjerka
- 1968 – Michael Stich, nemški tenisač
- 1970 – Alex Barros, brazilski motociklist
- 1974 – Peter Svensson, švedski glasbenik (The Cardigans)
- 1984 – Lindsey Vonn, ameriška alpska smučarka
- 1987 – Zac Efron, ameriški filmski igralec
- 1988 – Ousman Koli, gambijski nogometaš in poslovnež

## Smrti
- 33 – Agripina starejša, Germanikova žena (* 14 pr. n. št.)
- 629 – Klotar II.,  kralj Frankov  (* 584)
- 650 – Hildebert Posvojeni, kralj Avstrazije (* okoli 650)
- 1012 – Sveti Koloman, irski misijonar in mučenec
- 1101 – Hugo I. Vermandoijski, grof, križar (* 1057)
- 1141 – Leopold IV., bavarski vojvoda (* 1108)
- 1244 – Armand de Périgord, veliki mojster vitezov templarjev (* 1178)
- 1310 – Atanazij I., pravoslavni konstatinopelski patriarh (* 1230)
- 1417 – papež Gregor XII. (* 1327)
- 1435 – Herman II., celjski grof
- 1503 – papež Pij III., papež (* 1439)
- 1570 – Manuel da Nóbrega, portugalski jezuit, misijonar (* 1517)
- 1714 – Janez Svetokriški, slovenski pridigar, pisec (* 1648)
- 1775 – Christian August Crusius, nemški teolog in filozof (* 1715)
- 1786 – Alexander Wilson, škotski matematik (* 1714)
- 1845 – grof Jean-Dominique Cassini IV., francoski astronom (* 1748)
- 1869 – Simon Jenko, slovenski pesnik (* 1835)
- 1871 – Charles Babbage, angleški matematik, filozof (* 1792)
- 1893 – Charles François Gounod, francoski skladatelj (* 1818)
- 1893 – Lucy Stone, ameriška aktivistka (* 1818)
- 1911 – Alfred Binet, francoski psiholog in izumitelj testa inteligentnosti (* 1857)
- 1931 – Thomas Alva Edison, ameriški znanstvenik, izumitelj, fizik, elektroinženir, matematik (* 1847)
- 1955 – José Ortega y Gasset, španski filozof, pisatelj (* 1883)
- 1959 – Milčo Mančevski, makedonski filmski režiser
- 1966 – Vida Taufer, slovenska pesnica (* 1903)
- 1973 – Leo Strauss, nemško-ameriški filozof judovskega rodu (* 1899)
- 1977 –
  - Andreas Baader, nemški terorist (* 1944)
  - Gudrun Ensslin, nemška teroristka (* 1940)
  - Jan-Carl Raspe, nemški terorist (* 1944)
- 1978 – Ramón Mercader, atentator Trockega (* 1914)

## Prazniki in obredi
- Sveti Luka Evangelist
- Dan Aljaske, v čast priključitve Aljaske ZDA